# Leonardo Simão
Leonardo Simão (nascut el 5 de juny de 1953) és un metge i polític de Moçambic. Simão es va incorporar al govern del Frelimo el 1982 com a director de salut a Zambézia. El 1986 es va convertir en Ministre de Salut, i es va mantenir en aquest paper fins a les eleccions generals de Moçambic de 1994 quan va ser elegit parlamentari. Al desembre de 1994, Simão es va convertir en el Ministre d'Afers Exteriors i Cooperació de Moçambic sota la presidència de Joaquim Chissano, fins a febrer de 2005, quan Armando Guebuza, també de FRELIMO, es va convertir en el president de Moçambic, i va substituir Simão per Alcinda Abreu.